# 弗赖恩巴赫

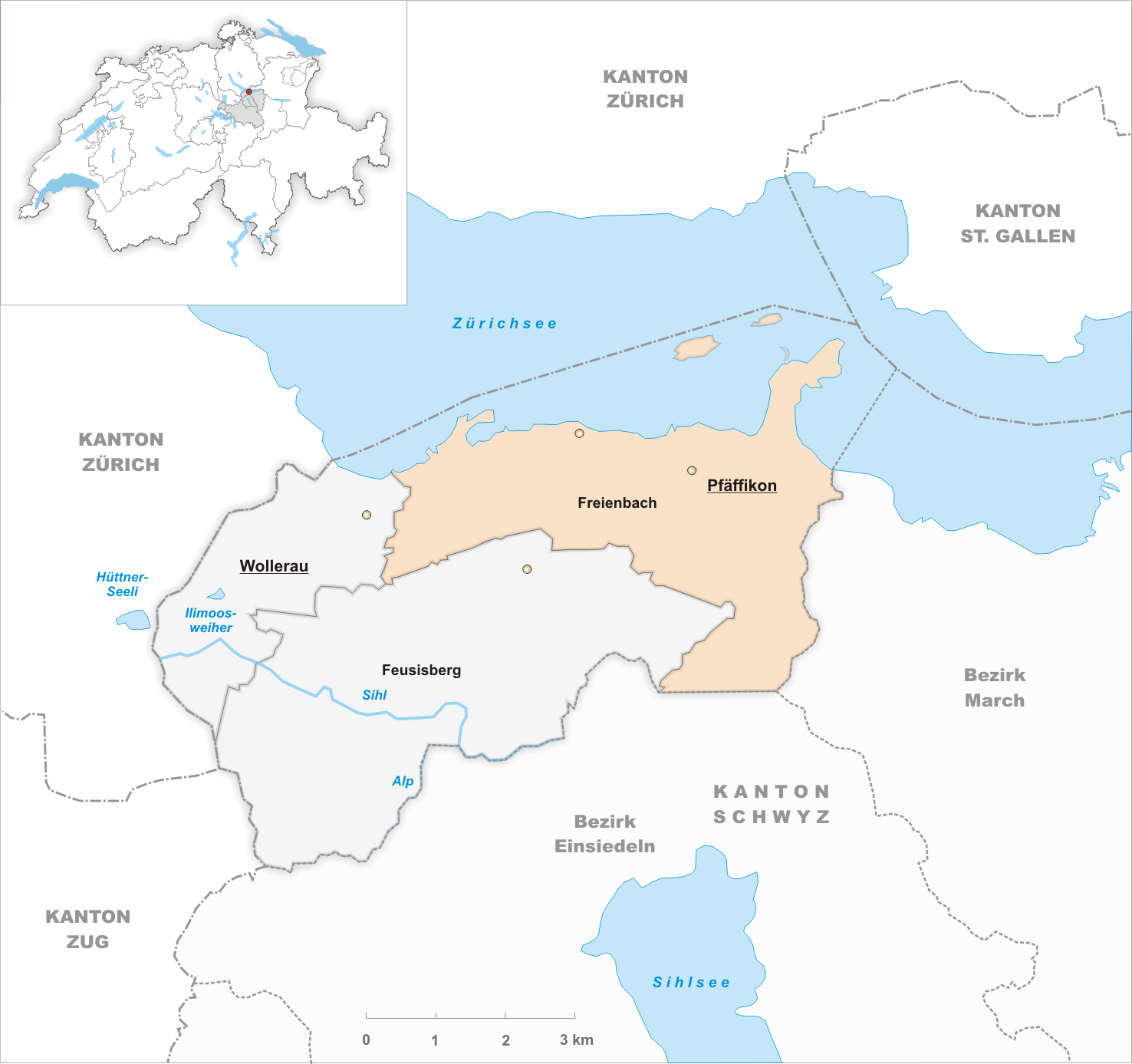
弗赖恩巴赫市地图

弗赖恩巴赫（德語：Freienbach）是瑞士联邦施维茨州的市镇。该市面积为20.30平方千米，海拔高度418米，2017年12月31日人口为16,269人。

## 景点
- 普费菲孔城堡